# Liste des ministres de la Défense nationale du Cap-Vert
Cet article liste des ministres de la Défense nationale du Cap-Vert.

## Liste
| Ministre | Ministre             | Ministre             | Péríode    | Péríode    | Premier ministre        | Réf.  |
| -------- | -------------------- | -------------------- | ---------- | ---------- | ----------------------- | ----- |
| 1        |                      | Silvino da Luz       | 05.07.1975 | 15.12.1980 | Pedro Pires             | [ 1 ] |
| 2        |                      | Honório Chantre      | 15.12.1980 | 18.01.1986 | Pedro Pires             | [ 1 ] |
| 3        |                      | Júlio de Carvalho    | 18.01.1986 | 20.07.1990 | Pedro Pires             | [ 1 ] |
| 4        |                      | Pedro Pires          | 20.07.1990 | 25.01.1991 | Pedro Pires             | [ 1 ] |
| 5        |                      | Carlos Veiga         | 25.01.1991 | 30.12.1994 | Carlos Veiga            | [ 1 ] |
| 6        |                      | Úlpio Fernandes      | 30.12.1994 | 01.02.2001 | Carlos Veiga            | [ 1 ] |
| 6        | Gualberto do Rosário | Úlpio Fernandes      | 30.12.1994 | 01.02.2001 | [ 1 ]                   |       |
| 7        |                      | José Maria Neves     | 01.02.2001 | 27.02.2002 | José Maria Neves        | [ 1 ] |
| 8        |                      | Armindo Mauricio     | 27.02.2002 | 07.03.2006 | José Maria Neves        | [ 1 ] |
| 9        |                      | Cristina Fontes Lima | 07.03.2006 | 21.03.2011 | José Maria Neves        | [ 1 ] |
| 10       |                      | Jorge Tolentino      | 21.03.2011 | 18.09.2014 | José Maria Neves        | [ 2 ] |
| 11       |                      | Rui Semedo (pt)      | 18.09.2014 | 22.05.2016 | José Maria Neves        | [ 3 ] |
| 12       |                      | Luís Filipe Tavares  | 22.05.2016 | 20.05.2021 | Ulisses Correia e Silva | [ 4 ] |
| 13       |                      | Janine Lélis         | 20.05.2021 |            | Ulisses Correia e Silva | [ 5 ] |